# ネイビー・アンド・マリーンコー・メダル

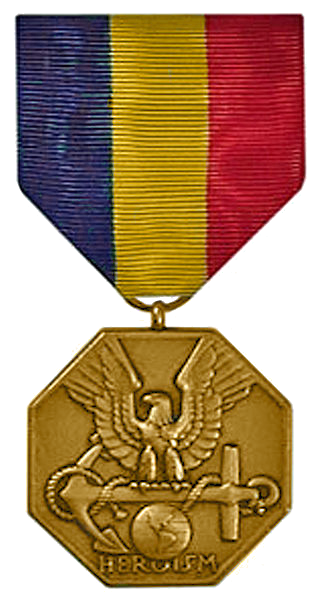
ネイビー・アンド・マリーンコー・メダル。

ネイビー・アンド・マリーンコー・メダル（英:Navy And Marine Corps Medal）は、アメリカ海軍、海兵隊の勲章。

## 概要
アメリカ海軍・海兵隊及び友好国の軍人の「敵との戦闘に関わりのない英雄的行為、功績」に対して授与される。1942年8月7日に制定された。アメリカ軍の勲章における序列は殊勲飛行十字章の下位、ブロンズスターメダルの上位に位置し、陸軍のソルジャーズメダル、空軍のエアマンズメダル及び沿岸警備隊のコーストガードメダルと同格である。